# Уилфред Мотт
Уилфред «Уилф» Мотт (англ. Wilfred «Wilf» Mott) — персонаж британского телесериала «Доктор Кто», сыгранный Бернардом Криббинсом. Он является дедушкой Донны Ноубл, спутницы Десятого Доктора, и отцом Сильвии Ноубл. Он проживает вместе с семьёй дочери в Чизике, Лондон.
Уилфред снова появился в финальных спецвыпусках 2009—2010 в качестве спутника Десятого Доктора, а также в спецвыпусках к 60-летию сериала.

## История
Уилфред Мотт впервые появляется в эпизоде «Путешествие проклятых» (2007). Доктор и Астрид Пет знакомятся с ним в рождественский сочельник. Уилф продает газеты, и он — один из немногих, кто отважился остаться в Лондоне на Рождество после событий эпизодов «Рождественское вторжение» и «Сбежавшая невеста». Выясняется, что он — твёрдый монархист. На его глазах Доктор и Астрид телепортируются обратно на «Титаник». А когда космический крейсер грозит обрушиться на Лондон, Уилф просто приходит в ярость.
В эпизоде «Соучастники» (2008) выясняется, что Уилфред является астрономом-любителем, который по вечерам забирается на холм и разглядывает звёзды в телескоп. Он верит в инопланетян и в то, что когда-нибудь люди будут путешествовать среди звёзд.
У него хорошие отношения с внучкой, которая в эти вечера присоединяется к нему, когда хочет сбежать от своей ворчливой матери. Донна немного рассказывает ему о Докторе и говорит, что Уилф обязательно должен позвать её, если однажды увидит в небе маленькую синюю будку.
После того, как Донна присоединяется к Доктору в конце эпизода, они пролетают на ТАРДИС мимо холма, на котором обычно сидит Уилфред. Когда он заглядывает в телескоп, то видит Донну, которая машет ему рукой и стоящего за её спиной Доктора. Уилф очень рад, что Донна нашла человека, которого она так долго искала.
В эпизоде «План Сонтаранцев» Уилфред снова встречается с внучкой и Доктором, которого он уже знает. В этом же эпизоде объясняется, почему Уилф отсутствовал на свадьбе Донны — в тот день он лежал дома с испанским гриппом. В конце серии, когда АТМОС начинает выпускать смертельный газ, Уилфред оказывается запертым в семейном автомобиле, а Доктор и Донна пытаются его спасти. В начале эпизода «Отравленное небо» его спасает Сильвия, разбив лобовое стекло топором. На следующий день Уилфред говорит Донне, что сохранит её секрет и не расскажет её матери о Докторе.

### Альтернативная история
В эпизоде «Поверни налево» действие происходит в альтернативной вселенной. Доктор погибает, на Лондон падает «Титаник», а Уилфреда и его семью в качестве беженцев переселяют в Лидс.
Этот эпизод содержит много отсылок к военной службе Уилфа — Рокко Колосанто называет его «мой капитан» и отдает ему честь. Когда один из солдат наставляет оружие на Донну, Уилфред говорит, что в его время за такое отдавали под трибунал. Когда мистера Колосанто забирают в трудовой лагерь, Уилф говорит «в прошлый раз ИХ тоже так называли», видимо, имея в виду нацистские концлагеря времён Второй мировой войны.

### «Украденная Земля» и «Конец путешествия»
В эпизоде «Украденная Земля» Уилф, взяв с собой дочь, пытается противостоять Далекам. Он полагает, что точный выстрел из ружья для пейнтбола сможет ослепить Далека. Однако, это не помогает, и в этой опасной ситуации Уилфреда и Сильвию спасает Роза Тайлер.
В эпизоде «Конец путешествия» Доктор рассказывает Уилфреду и Сильвии о том, что ему пришлось стереть память Донны о её приключениях. Уилф обещает Доктору, что каждый вечер, когда он будет смотреть на звёзды, он будет думать о нём от имени Донны. После этого, Доктор прощается с Уилфредом и улетает.

### «Конец времени»
В эпизоде «Конец времени» Уилфред играет немаловажную роль. Увидев его в очередной раз, Доктор начал сомневаться, что Уилфред является обычным человеком. Уилфреду неоднократно являлась загадочная женщина в белом (позже оказавшаяся Повелительницей Времени). В этой серии Уилфред рассказывает Доктору о своём прошлом: он был рядовым солдатом в Палестине в 1948 году. В конце концов, именно Уилфред стал тем, кто привёл к гибели (регенерации) Десятого Доктора, исполнив пророчество — «Он постучит четыре раза». Уилфред оказался запертым в радиационной камере, и единственным способом спасти его было войти в другую камеру и перенаправить ядерное излучение туда, что Доктор и сделал. Последняя сцена с Уилфредом — свадьба Донны и прощание с Доктором.

## Создание персонажа
Уилфред Мотт был сыгран Бернардом Криббинсом, который появлялся во втором телевизионном фильме «Доктор Кто» «Далеки — Вторжение на Землю 2150 н. э.» (1966) в роли спутника Доктора, офицера Тома Кэмпбелла. Криббинс также пробовался на роль Четвёртого Доктора в 1975 году. Для съемок «Путешествия проклятых» Криббинс использовал некоторые свои собственные вещи, например, красную шапку и значок парашютно-десантного полка.
После смерти Говарда Эттфилда, который играл роль отца Донны, исполнительный продюсер сериала Расселл Т. Дейвис решил заменить персонажа отца дедушкой Донны. В свою очередь, продюсер Фил Коллинсон предложил кандидатуру Бернарда Криббинса. Первоначально персонажа Криббинса звали Стэн, однако Дейвис переименовал его в Уилфреда и изменил финальные титры в «Путешествии проклятых».

## Появления в «Докторе Кто»

### Эпизоды
Список всех эпизодов, в которых появляется Уилфред Мотт:
| Номер | # | Эпизод                | Оригинальное название | Сценарист         | Режиссёр      | Дата выхода     | Код |
| ----- | - | --------------------- | --------------------- | ----------------- | ------------- | --------------- | --- |
| 188   | 0 | Путешествие проклятых | Voyage of the Damned  | Расселл Т. Дейвис | Джеймс Стронг | 25 декабря 2007 | 4.X |

| Номер | #     | Эпизод            | Оригинальное название  | Сценарист         | Режиссёр         | Дата выхода                    | Код       |
| ----- | ----- | ----------------- | ---------------------- | ----------------- | ---------------- | ------------------------------ | --------- |
| 189   | 1     | Соучастники       | Partners in Crime      | Расселл Т. Дейвис | Джеймс Стронг    | 5 апреля 2008                  | 4.1       |
| 192a  | 4     | План сонтаранцев  | The Sontaran Stratagem | Хелен Рейнор      | Дуглас Маккиннон | 26 апреля 2008                 | 4.4       |
| 192b  | 5     | Отравленное небо  | The Poison Sky         | Хелен Рейнор      | Дуглас Маккиннон | 3 мая 2008                     | 4.5       |
| 197   | 11    | Поверни налево    | Turn Left              | Расселл Т. Дейвис | Грем Харпер      | 21 июня 2008                   | 4.11      |
| 198a  | 12    | Украденная Земля  | The Stolen Earth       | Расселл Т. Дейвис | Грем Харпер      | 28 июня 2008                   | 4.12      |
| 198b  | 13    | Конец путешествия | Journey’s End          | Расселл Т. Дейвис | Грем Харпер      | 5 июля 2008                    | 4.13      |
| 202   | 17 18 | Конец времени     | The End of Time        | Расселл Т. Дейвис | Еврос Лин        | 26 декабря 2009 01 января 2010 | 4.17 4.18 |

| Номер | # | Эпизод           | Оригинальное название | Сценарист         | Режиссёр     | Дата выхода    | Код |
| ----- | - | ---------------- | --------------------- | ----------------- | ------------ | -------------- | --- |
| 302   | 2 | Дикая синяя даль | Wild Blue Yonder      | Расселл Т. Дейвис | Том Кингсли  | 2 декабря 2023 |     |
| 303   | 3 | Смешок           | The Giggle            | Расселл Т. Дейвис | Чания Баттон | 9 декабря 2023 |     |

### Новеллы
| Название        | Оригинальное название | Автор        | Дата выхода     | Аудиоверсия |
| --------------- | --------------------- | ------------ | --------------- | ----------- |
| Прекрасный хаос | Beautiful Chaos       | Гари Расселл | 26 декабря 2008 |             |